# Schloss Münchhausen

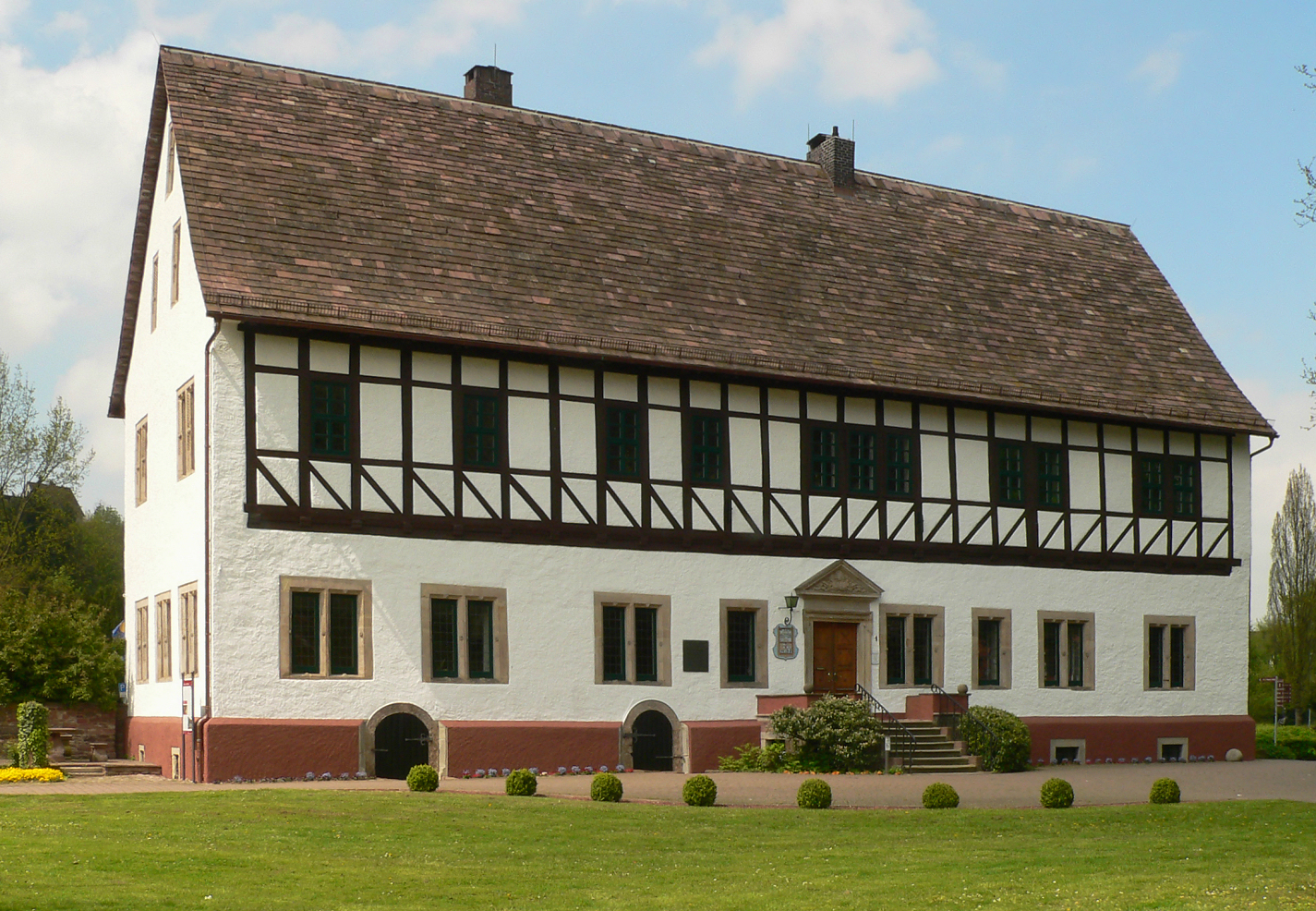
Schloss Münchhausen

Schloss Münchhausen ist ein früheres Herrenhaus in Bodenwerder in Niedersachsen, das von 1603 bis 1609 erbaut wurde. Es ist das Geburtshaus des als Lügenbaron bekannt gewordenen Hieronymus von Münchhausen. Seit dem Jahr 1936 steht das Gebäude in städtischem Besitz und ist seither das Rathaus.

## Beschreibung

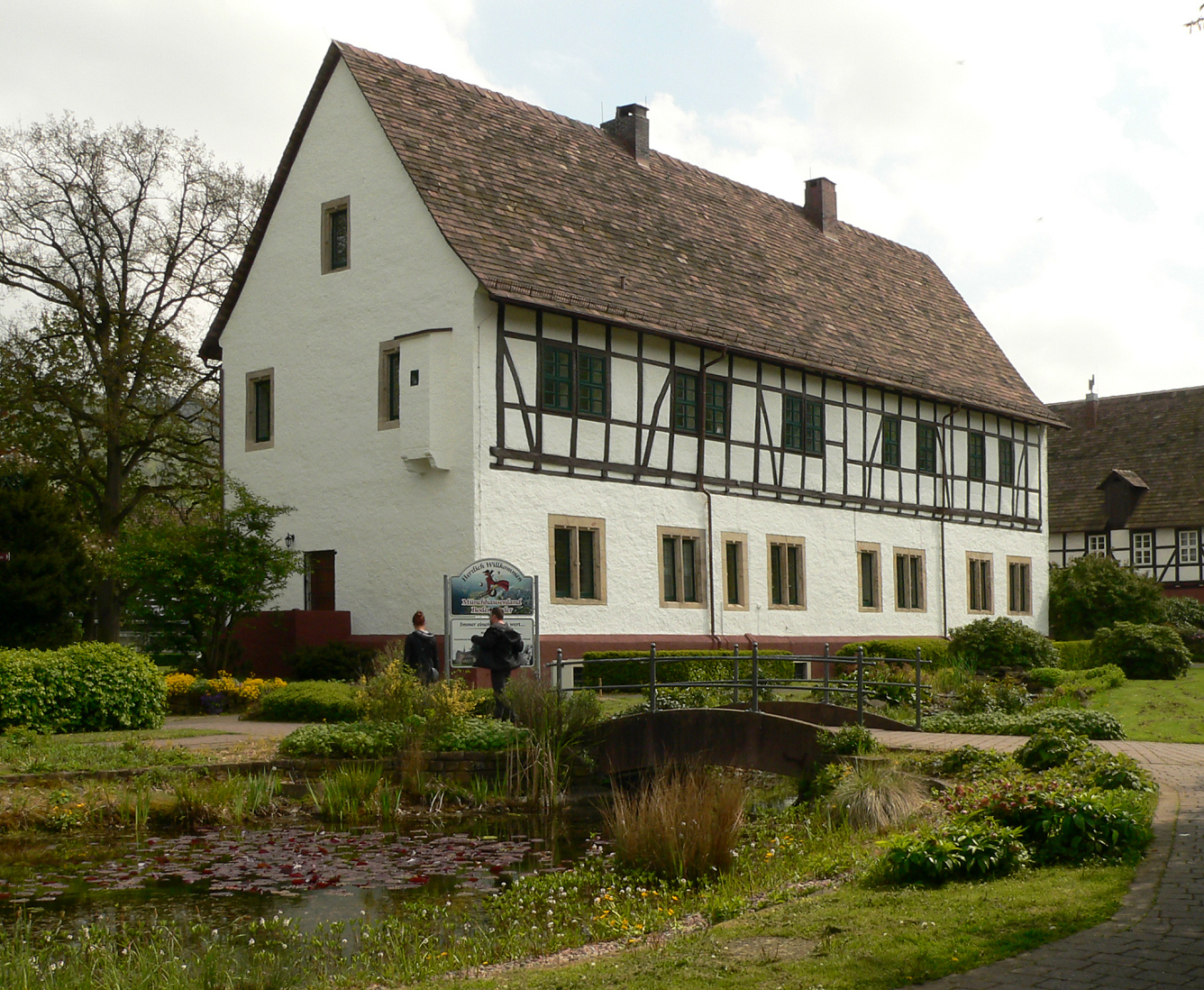
Gebäuderückseite

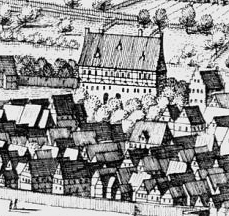
Das Herrenhaus auf einem Merian-Stich um 1650

Das Herrenhaus Schloss Münchhausen ist eines von drei Gebäuden auf dem ehemaligen Gutshof der Familie von Münchhausen, der als freier Sattelhof seit dem 13. Jahrhundert bestand. Zum Gebäudeensemble zählen außerdem der steinerne Wohnturm der Schulenburg sowie die ehemalige Branntweinbrennerei.
Das Herrenhaus ist ein langgestreckter dreigeschossiger Bau, dessen Dach mit Sollingplatten gedeckt ist. Die Gewände sind in Renaissanceornamentik gearbeitet. Statius von Münchhausen, ein reicher Güterhändler und Montanunternehmer, ließ das Gebäude vermutlich von Johann Hundertossen aus Hameln erbauen. Er besaß zahlreiche Güter und Schlösser und erbaute sich als Wohnsitz Schloss Bevern; das Haus in Bodenwerder diente ihm als Amtssitz eines Gutsverwalters (ähnlich wie das Amtshaus, das er auf dem 1608 erworbenen Rittergut Bolzum erbauen ließ und das in Form und Größe dem in Bodenwerder gleicht).
Sein Urenkel, der Oberstleutnant der Kavallerie Georg Otto von Münchhausen (1682–1724), hatte den Münchhhausen'schen Burgmannshof in Rinteln sowie das Rittergut in Bodenwerder geerbt. Über der Eingangstür hat er das in Sandstein gemeißelte Familienwappen angebracht. Es besteht aus seinen Initialen, denen seiner Frau und dem Münchhausen-Wahlspruch „Mine Borg ist God“. In dem Haus wurde 1720 sein Sohn Hieronymus von Münchhausen geboren, der 1797 darin auch verstarb. Hieronymus verbrachte in dem Haus einen Teil der Kindheit und seinen Lebensabend.
Sanierungen des Herrenhauses erfolgten in den Jahren 1986 und 2016.